# Denton Castle

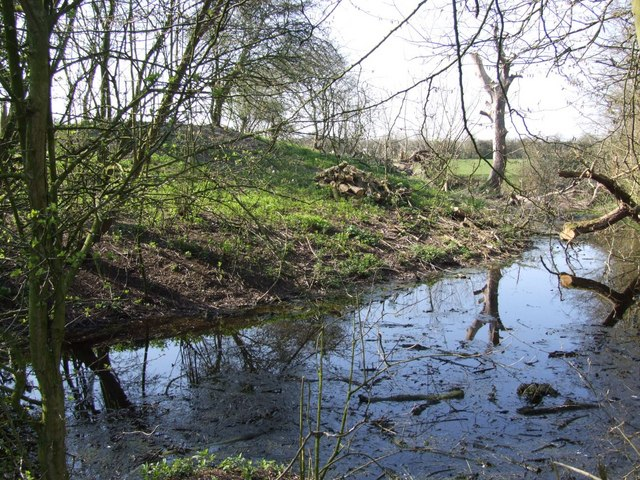
Erhaltene Erdwerke von Denton Castle

Denton Castle ist eine Burgruine im Dorf Denton in der englischen Grafschaft Norfolk.

## Geschichte

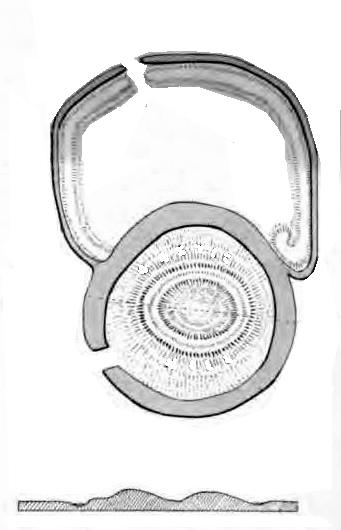
Grund- und Aufriss von Denton Castle aus dem Jahre 1884

Denton Castle wurde nach 1088, in der Folge der normannischen Eroberung Englands als Motte erbaut. Den Auftrag zum Bau der Motte erteilte vermutlich William d’Albini, der seine Ländereien in Denton und Buckenham miteinander verband und in Buckenham ebenfalls eine Burg erbauen ließ. Der Mound hat etwa 50 Meter Durchmesser und ist zum Schutz von einem Burggraben umgeben. Der angrenzende Burghof hat die Form eines Hufeisens. Die Burg könnte um 1254 zerstört worden sein.
Heute ist die Burgruine ein Scheduled Monument. 1990 kaufte sie der National Trust und führt sie unter Darrow Wood.